# Ramón de Carranza y Fernández Reguera
Ramón de Carranza y Fernández Reguera (El Ferrol, 16 de abril de 1863-Cádiz, 13 de septiembre de 1937) fue un militar, político de significación monárquica y empresario español. Desarrolló buena parte de su carrera en Cádiz, ciudad de la que sería alcalde entre 1927 y 1931, y nuevamente entre 1936 y 1937. Fue además diputado a Cortes y senador en varias ocasiones. 
Ostentó el título de marqués de la Villa de Pesadilla.

## Biografía

### Primeros años
Nació en la ciudad gallega de Ferrol el 16 de abril de 1863, en el seno de una familia militar.
Ingresó en la Escuela Naval en 1876, a los trece años, donde comenzó la carrera de marino. Estando de Agregado naval en Washington al estallar el conflicto con los Estados Unidos, participó en la guerra de Cuba al mando del cañonero Contramaestre, por lo que se le otorgó la Cruz Laureada de San Fernando. Continuó con su carrera militar hasta que en 1930 alcanzó el rango de contralmirante de la Armada en situación de retirado, y marquesado de la Villa de Pesadilla.

### Carrera política
Destinado a Cádiz en 1886, desde aquel momento quedó ligado con la capital gaditana.
En las elecciones de 1903 obtuvo acta de diputado a Cortes por el distrito de Algeciras, dentro de las filas del Partido Conservador; en las elecciones de 1919 volvió a ser diputado, esta vez por el distrito de El Puerto de Santa María. Además, entre 1910 y 1917 fue senador del Reino. Siendo un destacado miembro de la oligarquía gaditana y andaluza, con la recomendación de José María Pemán (Unión Patriótica), fue designado alcalde no electo de Cádiz durante la dictadura de Primo de Rivera, sustituyendo al anterior alcalde, Agustín Blázquez y Paúl en julio de 1927 y durante los dos últimos gobiernos de la monarquía de Alfonso XIII —presididos, respectivamente, por el general Berenguer y por el almirante Aznar— hasta el 14 de abril de 1931, en que se proclamó la Segunda República. Durante su mandato se acometieron en Cádiz algunas obras urbanas, como la construcción de la Plaza de Toros, el edificio del cine Municipal en la Plaza del Palillero y se empezó a construir lo que luego fue el Hotel Playa, además del Hotel Atlántico.
En las elecciones municipales del 12 de abril de 1931 su candidatura fue la más votada —lo que constituyó una excepción en aquellas elecciones que dieron paso a la Segunda República—. A pesar de ser el ganador de los comicios, por orden gubernativa tuvo que abandonar la alcaldía. Concurrió a las elecciones generales de 1933 y 1936 y obtuvo acta de diputado en ambos comicios. Para entonces militaba en el partido derechista Renovación Española.

### Guerra civil
Tras el estallido de la guerra civil en Cádiz, el 18 de julio de 1936, llegó de nuevo a Cádiz desde Sevilla en avioneta, mostrando su completa disposición a los sublevados, lo que le valió para hacerse de nuevo con el cargo el día 29 del mismo mes. También asumió brevemente el cargo de gobernador civil de Cádiz. Gravemente enfermo, abandonó su cargo como alcalde el 16 de julio de 1937. Falleció poco después, el 13 de septiembre de 1937, a los 74 años de edad.
Asistieron a su entierro numerosas personalidades tanto de Cádiz como de otras provincias andaluzas.

## Reconocimientos
La ciudad de Cádiz, siendo alcalde entre 1948 y 1969 su hijo primogénito José León de Carranza Gómez-Pablos, le dedicó una avenida en el centro histórico de la ciudad y también el nombre del nuevo estadio de fútbol del Cádiz Club de Fútbol. Este se terminó de construir en 1955 sobre los restos del antiguo campo de la Mirandilla, que había quedado destruido como resultado de la Explosión de un polvorín de la Armada en Cádiz de 1947. 
Sin embargo, el 24 de junio de 2021 el Ayuntamiento de Cádiz cambió el nombre del estadio por el de «Nuevo Mirandilla». Esto fue por considerar que incumplía las leyes de Memoria Histórica y de Memoria Democrática, al tomar por nombre el de «un personaje que participó en el golpe de Estado de 1936, que estuvo estrechamente vinculado a la dictadura franquista y contribuyó activamente en la política de depuración que llevó a cabo el régimen en Cádiz», en palabras del consistorio.